# Grez-Doiceau
Pour les articles homonymes, voir Grez.
Grez-Doiceau (prononcer [ɡʁe dwaso] ; en néerlandais : Graven, en wallon Gré) est une commune francophone de Belgique située en Région wallonne dans la province du Brabant wallon. Au 1er janvier 2025, la population totale de cette commune est de 14 014 habitants. La superficie totale est de 55,44 km2. Grez-Doiceau est arrosée par le Train, affluent de la Dyle.

## Géographie

### Sections de la commune
| # | Nom               | Superf. (km²) | Habitants (2020) | Habitants par km² | Code INS |
| - | ----------------- | ------------- | ---------------- | ----------------- | -------- |
| 1 | Grez-Doiceau      | 21,17         | 6.718            | 317               | 25037A   |
| 2 | Archennes         | 4,28          | 1.555            | 364               | 25037B   |
| 3 | Biez              | 5,73          | 1.185            | 207               | 25037C   |
| 4 | Bossut-Gottechain | 14,82         | 2.401            | 162               | 25037D   |
| 5 | Nethen            | 9,55          | 2.010            | 211               | 25037E   |

### Autres villages et hameaux
- Florival (Archennes)
- Cocrou et Sart-Biez (Biez)
- Bossut, Gottechain et Pécrot (Bossut-Gottechain)
- Bercuit, Doiceau, Grez, Gastuche, Hèze (Grez-Doiceau)

### Communes limitrophes
| Huldenberg | Oud-Heverlee     |                     |
| Wavre      | Grez-Doiceau     | Beauvechain Incourt |
|            | Chaumont-Gistoux |                     |

## Démographie
Sa population s'étend au 1er janvier 2023 à 14 084 habitants, 6 851 hommes et 7 233 femmes, soit une densité de 254,04 habitants/km² pour une superficie de 55,44 km².
Au 1er janvier 2021, la composition des ménages de Grez-Doiceau se répartissait ainsi :
- ménages d'une personne : 1438
- mariés sans enfant : 1030
- mariés avec enfant(s) : 1306
- non-mariés sans enfant : 377
- non-mariés avec enfant(s) : 615
- familles monoparentales : 623.

### Démographie: Avant la fusion des communes
- Source: DGS recensements population

### Démographie: Commune fusionnée
En tenant compte des anciennes communes entraînées dans la fusion de communes de 1977, on peut dresser l'évolution suivante :
Les chiffres des années 1831 à 1970 tiennent compte des chiffres des anciennes communes fusionnées.
- Source: DGS , de 1831 à 1981=recensements population; à partir de 1990 = nombre d'habitants chaque 1 janvier

## Histoire

### Préhistoire
Deux haches en silex poli ont été trouvées en creusant un puits sur la colline des Lowa, non loin du centre de Grez.

### Antiquité
Les ruines d'une villa romaine ont été découvertes en 1860 dans un champ entre Morsaint et Grez, il n'en reste plus rien.

### Mérovingiens
Une nécropole mérovingienne de 436 tombes datant du Ve au VIIe siècle a été découverte en 2002 sur le territoire de Bossut-Gottechain, entre Bossut et Grez, lors de la construction d'un tronçon de la nationale 25. Dans la tombe no 146, demeurée intacte, a été découvert le squelette d'une jeune femme particulièrement bien conservé qui a été baptisée par les archéologues « la Dame de Grez » et qui était parée d'une coiffe ornée de vingt-huit appliques en feuilles d'or découpées et estampées.
Le cercueil contenait plusieurs objets et bijoux, notamment une paire de boucles d'oreilles en or à anneaux tressés et pendants polyédriques, deux fibules en forme d'oiseau en or et alliage de cuivre, une bague en or, un collier composé de trois petits pendentifs en or et grenats, ainsi qu'un collier en perles d'ambre. Parmi les objets, les plus remarquables figurent un bassin en alliage de cuivre, un seau en bois à cerclage en fer et alliage de cuivre, un grand pot en céramique finement décoré et un gobelet en verre.

### Moyen Âge
Le 2 janvier 1233, Henri Ier, duc de Brabant, accorde une charte aux bourgeois de Grez.
En 1374, Grez comptait 99 ménages. En 1495, il n'en comptait plus que 38.

### Temps modernes
Vers 1650, on commence à extraire la pierre à chaux de la colline des Lowas. Pendant 250 ans, cette industrie existera à Grez.

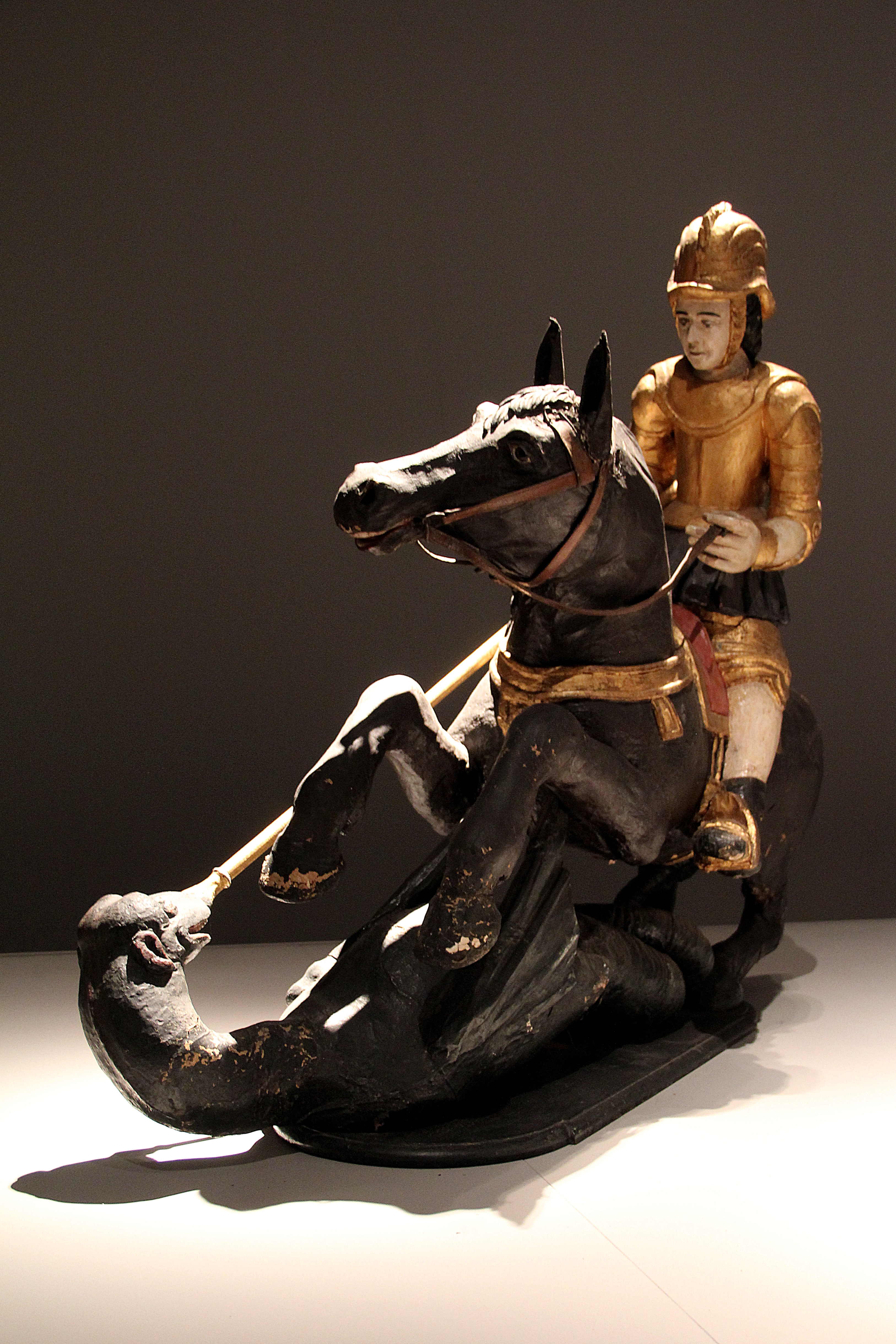
Groupe sculpté représentant saint Georges terrassant le dragon (1801-1810).

Les communes de Grez et de Doiceau furent unies par décret impérial le 14 août 1811 alors qu'elles se trouvaient dans le département français de la Dyle, sous le régime napoléonien.

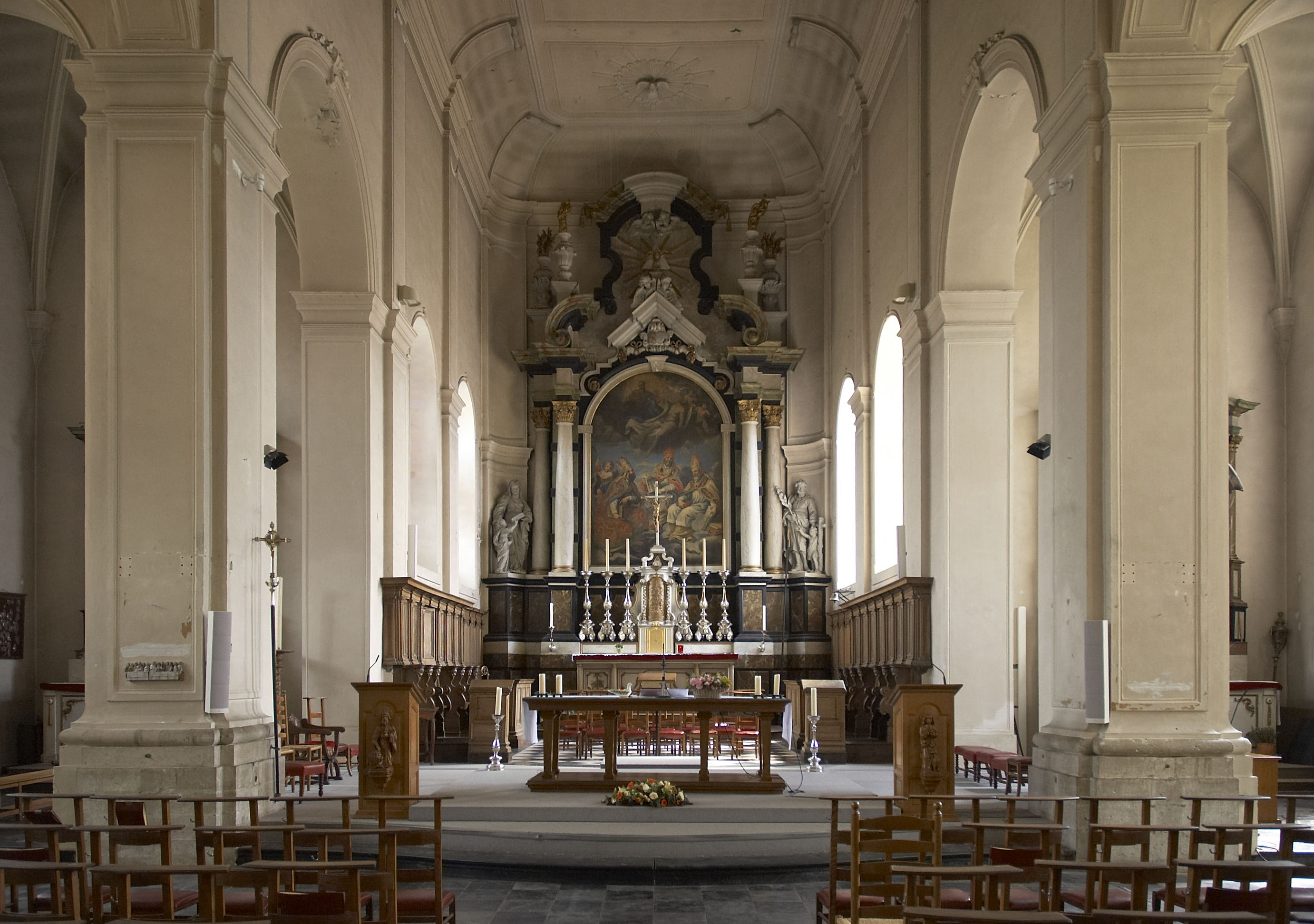
L'intérieur de l'église Saint-Georges.

En 1852, de nombreux Gréziens quittent le village pour Charleroi (plus de 80 personnes) et 56 familles pour le Wisconsin aux États-Unis. Entre le 1er juillet 1852 et le 30 juin 1853, la plupart des familles protestantes vont quitter Biez et Grez-Doiceau pour les Etats-Unis, suivant les conseils du pasteur Vleugels. Dix familles protestantes originaires de Biez vont ainsi fonder la colonie wallonne de Green Bay. D’autres familles s'installent à Robinsonville, où une Eglise presbytérienne francophone, la Robinsonville Presbyterian Church de New Franken, est fondée, le 17 février 1861. Les cultes y seront célébrés en français jusqu’en 1913.
À partir de 1852, 15 000 personnes provenant pour la plupart des alentours de Gembloux et de Wavre, émigrent vers le Wisconsin, aux États-Unis, mais la mortalité fut importante à bord des bateaux. Leurs descendants sont actuellement au nombre de 20 000; rares sont les jeunes qui parlent encore le wallon, mais ils sont fiers de leurs origines . Les jeunes descendants de ces Wallons restent très attachés à ce passé et ont créé un centre pour préserver cet héritage . Le réalisateur Xavier Istasse en a fait un film documentaire "Les Wallons du Wisconsin" visible aussi sur YouTube.
En 1907, le réseau de distribution de l'eau est mis en service. En 1911, on installe un téléphone public dans un café de la place de Grez.

## Héraldique
|  | La commune possède des armoiries qui lui ont été octroyées le 15 juillet 2003. Blasonnement : De gueules au chevalier armé de toutes pièces, monté et galopant à senestre, d'argent. Source du blasonnement : Heraldy of the World. |

## Politique et administration

### Conseil et collège communal 2024-2030
Ci-dessous, le tableau des résultats des élections communales de 2024.
| Parti | Parti                    | Voix (2024) | Voix (2018) | % (2024) | % (2018) | +/-    | Sièges  | +/- | Collège |
| ----- | ------------------------ | ----------- | ----------- | -------- | -------- | ------ | ------- | --- | ------- |
|       | ELAN C+                  | 1.034       | -           | 12,26%   | -        | 0.0 %  | 2 / 23  | 2.0 | Non     |
|       | Alliance Communale       | 3.391       | -           | 40,20%   | -        | 0.0 %  | 9 / 23  | 9.0 | Oui     |
|       | AVEC VOUS, L.BOURGMESTRE | 4.011       | 2.841       | 47,55%   | 33,05%   | 14.5 % | 12 / 23 | 3.0 | Oui     |
|       | ECOLO                    | -           | 1.221       | -        | 14,20%   | 0.0 %  | - / 23  | 3.0 | Non     |
|       | DéFI Citoyens            | -           | 737         | -        | 8,57%    | 0.0 %  | - / 23  | 1.0 | Non     |
|       | équipe                   | -           | 1.033       | -        | 12,02%   | 0.0 %  | - / 23  | 2.0 | Non     |
|       | A.C#BOURGMESTR           | -           | 2.765       | -        | 32,16%   | 0.0 %  | - / 23  | 8.0 | Non     |
| Total | Total                    | 8 436       | 8 597       | 100 %    | 100 %    |        | 23      |     |         |

| Collège communal  |                            |                                                 |
| ----------------- | -------------------------- | ----------------------------------------------- |
| Bourgmestre       | Paul Vandeleene            | Avec Vous, Liste du Bourgmestre (Les Engagés)   |
| 1re Échevine      | Marie-Caroline Mikolajczak | Alliance Communale (MR)                         |
| 2e Échevine       | Caroline Theys             | Avec Vous, Liste du Bourgmestre (Les Engagés)   |
| 3e Échevine       | Ingrid Princen             | Avec Vous, Liste du Bourgmestre (Les Engagés)   |
| 4e Échevine       | Amandine De Greef          | Alliance Communale (MR)                         |
| 5e Échevin        | Quentin Hottart            | Avec Vous, Liste du Bourgmestre                 |
| Président du CPAS | Nicolas Cordier            | Avec Vous, Liste du Bourgmestre (Les Engagés) - |

### Liste des bourgmestres
| Période    | Identité                      |
| ---------- | ----------------------------- |
| 2021-...   | Vandeleene Paul               |
| 2018-2021  | Clabots Alain                 |
| 2012-2018  | De Coster-Bauchau Sybille     |
| 2006-2012  | Clabots Alain                 |
| 2003-2006  | De Coster-Bauchau Sybille     |
| 1988-2003  | Vanbever Fernand              |
| 1982-1988  | Nevers Raymond                |
| 1971-1982  | Vanbever Fernand              |
| 1944-1970  | Cartigny Georges              |
| 1942-1944  | Remy Fernand                  |
| 1941-1942  | Cartigny Georges              |
| 1936-1941  | Lacourt Joseph                |
| 1926-1936  | Dubois Ernest                 |
| 1924-1926  | Lacourt Adolphe               |
| 1923-1924  | Hallaux Gustave               |
| 1919-1923  | Jacqmot Théodule              |
| 1917-1919  | Lacourt Felix                 |
| 1891-1917  | du Monceau de Bergendael Jean |
| 1889-1891  | Devroye Charles               |
| 1879-1889  | Beauthier Edouard             |
| 1872-1879  | Godard François               |
| 1857-1872  | Hanset Ghislain               |
| 1851-1857  | du Monceau Charles            |
| 1830-1851  | Rayée Emmanuel                |
| 1825-1830  | Baugniet Maximilien           |
| 1819-1825  | de Baillet Jean               |
| 1812-1819  | Jacqmot Jean-Baptiste         |
| 1803-1806  | Henrion Jean-Baptiste         |
| 1799-1803  | Thumas Lambert                |
| 1794-1799  | Henrion Jean-Baptiste         |
| 1759-1783  | Du Houx Nicolas               |
| 1753-1759  | Thumas                        |
| 1730-1753  | Duchesne Martin               |
| 1708-1730  | Coesman Jean-Baptiste         |
| 1690-1708  | Daix François                 |
| 1665-1684  | Thiry                         |
| 1640-1665  | Herwart Jean                  |
| 1625-1640  | Herwart Regnault              |
| 1608-1625  | Herwart Jean                  |
| 1580-1608  | Cox Jean                      |
| 1550-1580  | L'Host Lambert                |
| 1501-1515  | Vandervecken Gérôme           |
| 1482- ?    | De Fontenies Pierre           |
| 1477-1481  | Dedion Guillaume              |
| 1370- ?    | Sohier                        |
| 1209 -1231 | Rengold de Bossut             |

## Patrimoine et culture

### Patrimoine architectural
À la lisière des sections Bossut-Gottechain et Archennes s'élevait autrefois une fondation monastique. L'abbaye de Florival était occupée par des moniales bénédictines. Près de cet endroit, se trouvait une fabrique d'accumulateurs Tudor. Le site sert de stockage actuellement.

## Économie

### Tourisme
La commune de Grez-Doiceau accueille, formellement, sur Néthen, une section locale du Royal Camping Caravaning Club de Belgique, située par ailleurs dans sa totalité sur le territoire de St-Joris-Weert, en Région flamande.